# جناح رطب

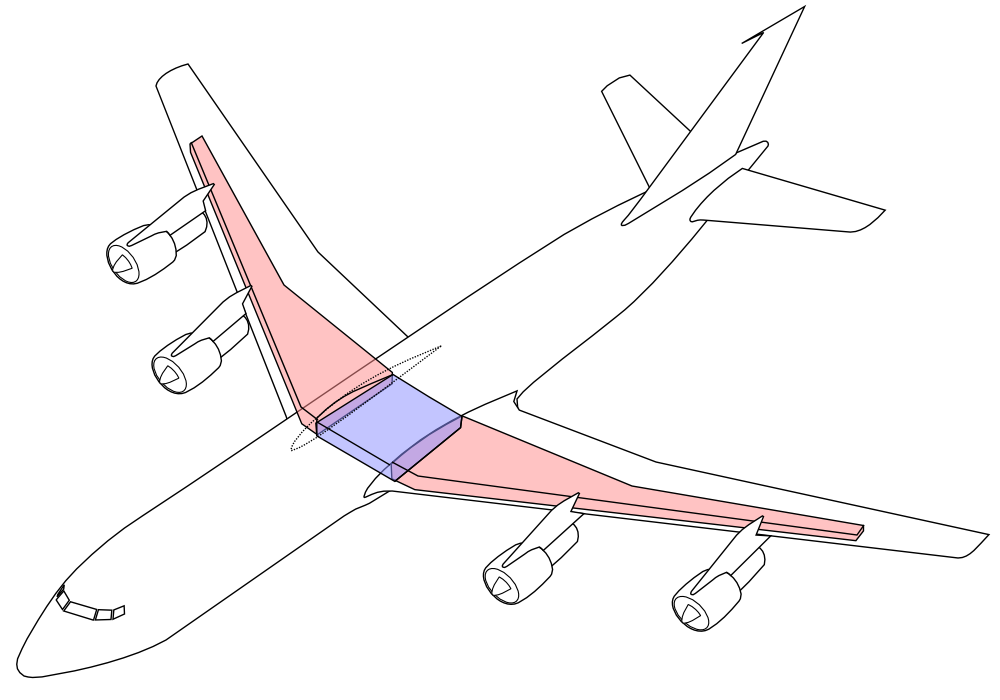

إن تقنية الجناح الرطب (wet wing) هي تقنية في هندسة الطيران والفضاء الجوي حيث يتم غلق هيكل جناح الطائرة واستخدامه كخزان وقود. يطلق على الجناح الرطب أيضًا اسم خزان الوقود الكلي. فبالتخلص من الحاجة إلى استخدام قربة الوقود، يصبح وزن الطائرة أخف وينخفض عزم انحناء أصل الجناح الناتج عن قوة الرفع الناتجة عن الأجنحة أثناء الطيران. فهذا الأمر يحقق خفضًا إضافيًا في الوزن من خلال تصميم مكونات هيكل الطائرة لتكون أخف وزنًا، فلن تكون تلك المكونات بحاجة إلى تدعيم قوى أكبر.[بحاجة لمصدر]
يشيع استخدام تقنية الجناح الرطب في معظم تصميمات الطائرات المدنية، بدءًا من طائرات النقل العملاقة مثل طائرة الركاب, ووصولاً إلى الطائرة الصغيرة في الطيران العام. ونظرًا لأن الخزانات جزء أساسي في الهيكل، فلا يمكن التخلي عنها وهي تحتاج إلى لوحات وصول من أجل الصيانة الروتينية وعمليات الفحص البصري.[بحاجة لمصدر]
بيد أن عيب تقنية الجناح الرطب هي أن كل مسمار برشام وكل مسمار لولبي وكل صفيحة صامولة وكل خرطوم و/أو أنبوب يخترق الجناح يجب غلقه بمانع تسرب لمنع تسرب الوقود أو ارتشاحه حول تلك المكونات الصلبة. ويجب أن يكون مانع التسرب قابل للتمدد والانكماش نتيجة التغيرات السريعة في درجات الحرارة (أي عند ضخ الوقود البارد داخل خزان الجناح الساخن) ويجب أن يحتفظ بخصائص منع التسرب عند غمره في الوقود وعند تركه جافًا لفترات طويلة. فالتعامل مع مانع التسرب يكون أمرًا صعبًا ويزيد الأمر سوءًا عند استبدال مانع التسرب القديم داخل خزان الجناح الصغير إذا اقتضت الحاجة إزالة المانع القديم قبل استخدام مانع تسرب جديد.[بحاجة لمصدر]